# Giro de Italia 1912
La 4.ª edición del Giro de Italia se disputó entre el 19 de mayo y el 2 de junio de 1912 y fue el único Giro disputado por equipos. Tuvo un recorrido de 9 etapas, una más de las 8 planeadas inicialmente, al haberse anulado la 4.ª etapa. La carrera comenzó en Milán y terminó en Bérgamo, cubriendo un total de 2439,6 km, el recorrido más corto de la historia del Giro.
La clasificación general se contabilizó por puntos, y fue ganada por la escuadra Atala, compuesta por Carlo Galetti, Giovanni Micheletto, Eberardo Pavesi y Luigi Ganna, que se retiró en la quinta etapa. Según la clasificación no oficial, Carlo Galetti habría resultado vencedor en tiempo, al cubrir la carrera en 100h 02' 57".

## Participación, reglas e incidentes
El principal cambio con respecto al año anterior fue establecer la clasificación general por puntos, sumados por los miembros de cada equipo. No hubo, por tanto, corredores independientes como en ediciones anteriores. Tomaron la salida catorce equipos, con un total de 54 participantes, de los cuales solo 26 llegaron a la meta final. Cada equipo podía contar con un máximo de cuatro corredores, siendo necesario que tres de ellos acabaran cada etapa para continuar en carrera, lo que significaba que dos abandonos eliminaban a un equipo.
Los catorce equipos que tomaron parte en la carrera fueron:
| - Atala-Dunlop - Bergami - Bianchi - Favero-Dunlop - Gerbi | - Globo - Goericke - Legnano - L'Italiana - Peugeot | - Ranella - Senior - Soriani - Stucchi |

La 4.ª etapa, entre Pescara y Roma, fue anulada debido a la negación de los ciclistas a continuar la carrera por el desbordamiento de un torrente. Los corredores llegaron a Roma en tren. En lugar de esta etapa se añadió una última, la 9.ª, entre Milán y Bérgamo.

## Etapas
| Etapa     | Fecha     | Recorrido          | Distancia (km) | Ganador                       | Líder   |         |
| --------- | --------- | ------------------ | -------------- | ----------------------------- | ------- | ------- |
| 1.ª etapa | 19 de may | Milán - Padua      | 398,8          | Giovanni Micheletto (Atala)   | Atala   |         |
| 2.ª etapa | 21 de may | Padua - Bolonia    | 328,8          | Vincenzo Borgarello (Legnano) | Atala   |         |
| 3.ª etapa | 23 de may | Bolonia - Pescara  | 362,5          | Ernesto Azzini (Legnano)      | Atala   |         |
| 4.ª etapa | 25 de may | Pescara - Roma     |                | anulada                       | anulada | anulada |
| 5.ª etapa | 27 de may | Roma - Florencia   | 337            | Carlo Galetti (Atala)         | Atala   |         |
| 6.ª etapa | 29 de may | Florencia - Génova | 267,5          | Lauro Bordin (Gerbi)          | Atala   |         |
| 7.ª etapa | 31 de may | Génova - Turín     | 230            | Vincenzo Borgarello (Legnano) | Atala   |         |
| 8.ª etapa | 2 de jun  | Turín - Milán      | 280            | Giovanni Micheletto (Atala)   | Atala   |         |
| 9.ª etapa | 4 de jun  | Milán - Bérgamo    | 235            | Vincenzo Borgarello (Legnano) | Atala   |         |
| Total     | Total     | Total              | 2439,6         |                               |         |         |

## Clasificaciones

### Clasificación general
| Clasificación general |          |                            |
| Equipo                | Equipo   | Puntos                     |
| --------------------- | -------- | -------------------------- |
| 1.º                   | Atala    | 100 h 02 min 57 s - 33 pts |
| 2.º                   | Peugeot  | 23 pts                     |
| 3.º                   | Gerbi    | 8 pts                      |
| 4.º                   | Goericke | 8 pts                      |
| 5.º                   | Globo    | 7 pts                      |
| 6.º                   | Legano   | 3 pts                      |